# Níkos Spyrópoulos
Níkos Spyrópoulos (en grec : Νίκος Σπυρόπουλος) est un footballeur grec né le 10 octobre 1983 à Athènes. Il évolue au poste de défenseur.
Le sélectionneur de l'équipe de Grèce, Otto Rehhagel, le retient parmi l'effectif de vingt-trois joueurs appelé à participer à l'Euro 2008 puis à la Coupe du monde 2010.

## Carrière
| Année     | Club          | Pays   | Matches | Buts |
| --------- | ------------- | ------ | ------- | ---- |
| 2001-2004 | PAS Giannina  | Grèce  | 33      | 1    |
| 2004-2008 | Panionios     | Grèce  | 51      | 1    |
| 2008-2013 | Panathinaïkos | Grèce  | 10      | 0    |
| 2013-     | Chievo Vérone | Italie | 0       | 0    |

## Sélections
- 35 sélections et 2 buts avec l'équipe de Grèce de football entre 2008 et 2013.